# Sericomyrmex diego
Sericomyrmex diego är en myrart som beskrevs av Auguste-Henri Forel 1912. Sericomyrmex diego ingår i släktet Sericomyrmex och familjen myror. Inga underarter finns listade i Catalogue of Life.